# Euroregija Meuse-Rajna
Euroregija Meuse-Rajna (francuski: Eurorégion Meuse-Rhin, nizozemski: Euregio Maas-Rijn, njemački: Euregio Maas-Rhein) je euroregija stvorena 1976. godine, dok je pravni status dobila 1991. godine. Ova regija ima površinu od 11.000 km², te oko 3,9 milijuna stanovnika koji žive na koridoru Aachen-Maastricht-Hasselt-Liège. Sjedište ove regije je Eupen u Belgiji. Ova regija je u širem smislu dio urbaniziranog europskog koridora zvanog „Plava banana”. 

## Upravna područja
Euroregija Meuse-Rajna politički se sastoji od:
- zapadnog dijela upravnog područja Köln u Njemačkoj, koji uključuje Grad Aachen, Okrug Aachen, Okrug Düren, Okrug Euskirchen i Okrug Heinsberg, poznati pod zajedničkim nazivom kao Aachenska regija,
- Njemačke zajednice u Belgiji; sjedište euroregije nalazi se u Eupenu koji je i sjedište ove zajednice,
- belgijske Pokrajine Liège,
- belgijske Pokrajine Limburg,
- južnog dijela nizozemske Pokrajine Limburg.

## Jezici
Službeni jezici tri zemlje čiji dijelovi čine ovu regiju su nizozemski (u Belgiji i Nizozemskoj), francuski (u Belgiji) i njemački (u Belgiji i Njemačkoj). Regionalni jezici su limburški, ripuarijski i valonski.

## Vanjske poveznice
- (fr.) (nizoz.) (njem.)Euroregija Meuse-Rajna - službena stranica